# St. Laurentius (Thalheim)
St. Laurentius ist die römisch-katholische Pfarrkirche von Thalheim, einem Ortsteil von Leibertingen im Landkreis Sigmaringen.  Die Kirchengemeinde gehört zum Dekanat Sigmaringen-Meßkirch im Erzbistum Freiburg.

## Geschichte
Die katholische Pfarrkirche St. Laurentius wurde zwischen 1841 und 1843 im Mitteldorf nach Plänen des fürstlich-hohenzollerischen Baumeisters Josef Laur erbaut. Seitdem prägt sie in ihrem neugotischen, ansprechenden Stil wesentlich das Bild des Ortsmittelpunktes. Sie ist wie das alte, zu klein gewordene Gotteshaus dem Heiligen Laurentius geweiht, der als Diakon und Märtyrer den Feuertod fand.

## Architektur
Die Ausstattung ist einheitlich neugotisch: Die Altäre stammen aus der Sigmaringer Kunstwerkstatt des Bildhauers Franz Xaver Marmon und wurden nach 1866 aufgestellt.